# Wizz Air UK
Wizz Air UK Ltd. ist eine britische Billigfluggesellschaft mit Sitz und Basis am Flughafen London-Luton. Sie ist eine Tochtergesellschaft der ungarischen Billigfluggesellschaft Wizz Air.

## Geschichte
Wizz Air UK wurde am 26. September 2017 gegründet. Geplant wurde, acht Airbus A320 und Airbus A321 bis Ende 2018 in London-Luton zu stationieren und bis zu 300 Mitarbeiter zu beschäftigen. Die Gründung einer Tochtergesellschaft im Vereinigten Königreich erfolgte hinsichtlich des EU-Austritt des Vereinigten Königreichs. Der erste Flug erfolgte am 3. Mai 2018 von London-Luton nach Bukarest.

## Flotte
Mit Stand April 2025 besteht die Flotte der Wizz Air UK aus 18 Flugzeugen mit einem Durchschnittsalter von 2,4 Jahren:
| Flugzeugtyp    | Anzahl | bestellt | Anmerkungen | Sitzplätze | Durchschnittsalter |
| -------------- | ------ | -------- | ----------- | ---------- | ------------------ |
| Airbus A321neo | 18     |          |             | 239        | 02,4 Jahre         |
| Airbus A321XLR |        | 2        |             | 239        |                    |
| Gesamt         | 18     | 2        |             |            | 02,4 Jahre         |

### Ehemalige Flugzeugtypen
- Airbus A320-200
- Airbus A321-200